# Edward Bellamy
Edward Bellamy (26. března 1850 – 22. května 1898) byl americký spisovatel, novinář a politický aktivista. Od svých 25 let trpěl tuberkulózou, na kterou nakonec zemřel. Zpočátku pracoval jako novinář a napsal nejdříve několik méně úspěšných románů, a pak se proslavil utopickým románem Pohled do budoucího ráje (Looking Backward: 2000–1887) z roku 1888. Jeho vize harmonického budoucího světa inspirovala vznik mnoha „Nacionalistických klubů“ věnovaných šíření Bellamyho politických myšlenek. Pohled do budoucího ráje byl jednou z komerčně nejúspěšnějších knih vydaných ve Spojených státech v 19. století a zvlášť přitahoval generaci intelektuálů, kteří si uvědomovali temnou stranu pozlaceného věku USA na konci 19. století. Na počátku 90. let 19. století založil Bellamy noviny The New Nation (Nový národ) a začal prosazovat spojení mezi Nacionalistickými kluby a vznikající Populistickou stranou. Jako další román v roce 1897 vydal Rovnost (Equality), pokračování Pohledu, a zemřel v následujícím roce.